# بخش مرکزی شهرستان پاوه
بخش مرکزی شهرستان پاوه یکی از بخش‌های تابعه شهرستان پاوه در استان کرمانشاه در غرب ایران است.

## تقسیمات کشوری
- بخش مرکزی
  - دهستان شمشیر
  - دهستان هولی

نقاط شهری: پاوه

## جمعیت
بنابر سرشماری مرکز آمار ایران، جمعیت بخش مرکزی شهرستان پاوه در سال ۱۳۸۵ برابر با ۳۵۲۱۷ نفر بوده‌است.

## روستاها
روستاهای بخش مرکزی شهرستان پاوه:
- - دهستان شمشیر

تازه‌آباد مرکزی،
چوریژی،
دره بیان،
سرکران،
نسمه،
بندره،
دوریسان،
شمشیر
- - دهستان هولی

خانقاه،
درمور،
بله بزان،
دشه،
کمادره،
مزرعه دواب،
هیروی،
داریان،
نجار،
ورا،
گلال،
نوریاب